# Byzantijnse liturgie
In de oosters-orthodoxe kerken en een aantal oosters-katholieke kerken is Goddelijke Liturgie de term die gebruikt wordt voor de heilige eucharistiedienst volgens het oosters gebruik. De benaming Byzantijnse liturgie heeft betrekking op haar oorsprong binnen de Byzantijnse Kerk, maar deze aanduiding wordt door de vermelde Kerken zelf niet gebruikt.

## Achtergrond
De byzantijnse kerkdiensten zijn gebaseerd op het geloof in de realiteit van de liturgische symboliek. Hierin wordt een geestelijke realiteit tot een zichtbare vorm gebracht, zodat het hemelse en het aardse, het geestelijke en het stoffelijke daarin zijn verenigd. 
De heilige Liturgie is het grootste mysterie. En zoals de mysteriën altijd in het verborgene voltrokken werden, zo is ook het altaar in de Oosterse kerk verborgen en voor de ogen van niet-ingewijden door de iconostase afgescheiden van het overige deel van de kerk. Alleen op bijzondere momenten gaan de deuren van de altaarruimte open en wordt het visioen van de hemelse heerlijkheid zichtbaar. Voor het overige blijft het altaar en ook de priester voor het grootste deel nagenoeg onzichtbaar.
Men komt niet in de kerk om te kijken, maar om te aanschouwen, om in zichzelf te keren, en in de geest samen met de kerk te bidden. Daarom kent men in de Oosterse kerk het individuele gebed niet. De kerkdienst is volkomen gemeenschappelijk. Alles wordt gelezen en gezongen op een bijzonder kerkelijke manier, als een waterstroom die de ziel doorvloeit. Wie in de kerk komt, moet zijn bewuste gedachteleven uitschakelen en zich aan de stroom overgeven: die stroom zal zijn ziel opnemen en voeren naar een ander soort oever die niet van deze wereld, maar hemels is. De kerkdienst is daarom een dienst van het innerlijk zwijgen, in het zwijgen openbaart zich de adem van de eeuwigheid. Waar het zwijgen begint, daar wordt de stem van de Geest hoorbaar. Het wezen van de kerkdienst ligt in de innerlijke belevenis van de verborgen openbaring van God, die door de mysteriën aan de mensen gegeven is.

## Oorsprong
De geschiedenis van de Goddelijke Liturgie gaat terug tot het Laatste Avondmaal. De Byzantijnse Liturgieën in de huidige vorm kan men terugvinden tot in de 9e eeuw, d.w.z. zoals we ze nú kennen: met de proskomidie vooraf en met de Liturgie van de Catechumenen. De grondvorm, de Liturgie van de Gelovigen stamt al uit de 4e eeuw.
De Byzantijnse liturgie die heden ten dage wordt gevierd, is voornamelijk ontwikkeld in Constantinopel. Veel elementen uit het Byzantijnse hofceremonieel vonden hun uiting in de liturgie. De kerk van Byzantium nam in haar eredienst naast de gebruiken van het keizerlijke hof ook veel over van andere delen van de toenmalige christelijke wereld. Ze had vooral uit Syrië de christelijke boodschap ontvangen en haar tradities geïntegreerd. Ook is er nogal wat invloed vanuit de kloosters. Hierbij dient opgemerkt te worden dat Johannes Chrysostomus, Basilius de Grote en Gregorius de Grote niet de componist of tekstschrijver van de verschillende Liturgieën zijn. Zij beschreven wat zij in de Kerk als praktijk tegenkwamen.
De oorspronkelijke Griekse tekst van deze liturgie werd in het Slavisch vertaald door de heiligen Cyrillus en Methodius, de leraars van de slavische volken. Later werd de liturgie vertaald in andere talen, waaronder het Nederlands. Het is gebruikelijk om de Liturgie in de landstaal te vieren; echter de kerken van de Griekse traditie gebruiken de Katharevousa, de kerken van de Slavische traditie gebruiken het Kerkslavisch. De Goddelijke Liturgie is - binnen het Oosters christendom - het equivalent van de Heilige Mis of Eucharistieviering in de Rooms-Katholieke Kerk.
De Goddelijke Liturgie bestaat uit drie delen:
- de voorbereidende gebeden;
- de liturgie van de catechumenen, zo genoemd omdat in de eerste eeuwen van het christendom catechumenen alleen dit deel mochten bijwonen; dit deel wordt ook de liturgie van het Woord genoemd;
- de liturgie van de gelovigen, zo genoemd omdat in de eerste eeuwen alleen diegenen die gedoopt waren, werden toegelaten.

## Soorten
Er zijn vier soorten Goddelijke Liturgie in gebruik:
- De goddelijke Liturgie van de H. Johannes Chrysostomus, gebruikt op de meeste zon- en feestdagen en op de zaterdagen van de grote vasten.
- De goddelijke Liturgie van de H. Basilius de Grote, deze liturgie wordt tienmaal per jaar gevierd. Op 1 januari, de feestdag van de H. Basilius, op de vooravond van Kerstmis en van Theofanie: 24 december en 5 januari, op de 5 zondagen van de grote vasten, op Witte Donderdag en zaterdag voor Pasen.
- De Liturgie van de "voorafgewijde gaven" van Gregorius de Grote. Deze communiedienst vindt plaats op de woensdagen en vrijdagen van de grote vasten. In de 5e week ook op donderdag en in de Goede Week op de eerste drie dagen van deze week.
- De goddelijke Liturgie van de H. Jakobus de Mindere, één keer per jaar gevierd op 23 oktober en dan vooral in Jeruzalem.

De goddelijke Liturgie van de H. Johannes Chrysostomos is korter dan die van de H. Basilius de Grote.
De Liturgie van de “voorafgewijde gaven” is een vesperofficie (avonddienst) met een communiedienst eraan toegevoegd. Het brood en de wijn werden geconsacreerd in de dienst van de voorafgaande zondag.
De Latijnse ritus van de Rooms-Katholieke Kerk heeft een analoge dienst voorbehouden aan de Goede Vrijdagviering.

## Overzicht van de Goddelijke Liturgie
De vorm van de Goddelijke Liturgie is vastgelegd alhoewel de hymnen en lezingen variëren naargelang het seizoen en volgens het gevierde feest.
Het verloop is meestal als volgt:
Eerste deel:
- Slavische traditie: Deuren en gordijn dicht - Griekse traditie: Deuren en gordijn open

I. De voorbereiding op de Liturgie
(Is in feite vóór de liturgie, in de  kerken van de Griekse traditie vindt hier de viering van de Metten plaats. In de kerken van de Slavische traditie leest men het 3e en 6e uur.)
I a. Voorbereiding van priester en diaken
- 1. Voorbereidingsgebeden van priester en diaken voor de iconostase.
- 2. Gebed bij het binnentreden in het altaar.
- 3. Gebeden bij het aankleden.
- 4. Handwassing.

I b. Voorbereiding van de offergaven (Proskomidie): ("Offerande 1e deel")
Vóór de dienst maakt de priester op een snijtafel (Proskomidie) de gaven klaar van brood en wijn. Uit een gedesemd broodje (prosfora) snijdt de priester een vierkant stuk, het Lam. Uit andere prosfora's snijdt hij kleinere stukjes die hij groepeert rond het Lam, ter gedachtenis van de Theotokos, de heiligen, de levenden en de overledenen: de gehele kerk rond Christus verzameld. Hij bewierookt de gaven met sluiers (velums) en bewierookt ze.
- 1. Voorbereiding van brood.
- 2. Voorbereiding van de wijn.
- 3. Gedachtenissen van de Moeder Gods, de heiligen, de levenden en overledenen bij de bereiding van de "gedachtenisstukjes". De offergaven worden bedekt en bewierookt met gebed.
- 4. Offerandegebed van de Proskomidie over de Offergaven.
- 5. Bewieroking en afdekken van de H. Gaven.
- 6. Slotgebed van de proskomidie.

Tweede deel:
II. Begin van de Liturgie
II a. Woorddienst-Liturgie van de catechumenen.
Een inleiding die bestaat uit meerdere a. litanieën, gebeden en psalmen door het koor, afgewisseld met diaken- en priestergebeden, waarbij het koor telkens antwoordt: Heer, ontferm U.
Voorbereidingsriten:
- Slavische traditie: Gordijn open

Onmiddellijke voorbereiding voor de Goddelijke Liturgie.
- Voorbereidingsriten.
- 1. Aanhef - 1e Grote bewieroking van het altaar, de iconen, de kerk en alle aanwezige gelovigen - gebeden voor het altaar - zegening van de diaken.
- 2. Gebeden voor het altaar.
- Deuren open

Begin van de Goddelijke Liturgie (Enarxis):
- 1. Openingsgebeden.
- 2. Plechtige Openings Lofzang. (Inleiding - Doxologie)- Beginzegen.
- Deuren dicht
- 3. Grote VredesLitanie: “Laat ons in vrede bidden tot de Heer” en stil gebed.
- 4. Gebed van de eerste Antifonen (Ps. 102 of Ps. 91 op weekdagen) (psalmverzen met refrein of hele psalmen, met daartussenin telkens een kleine litanie).
- 5. Eerste kleine litanie (facultatief) en stil gebed.
- 6. Gebed van de tweede antifoon en Christus-hymne (Ps. 116 of 145 met Hymne Eniggeboren Zoon van God, of Ps. 92 op weekdagen).
- 7. Tweede kleine litanie (facultatief) en stil gebed -
- 8. Gebed van de derde antifoon; de Zaligsprekingen (Math. 5:3-12 Makarismen uit de Bergrede of Ps. 94 op weekdagen).

Liturgie van het Woord.
B. gebeden en gezangen.
- Deuren open
- Kleine intocht (Isodos)
- 1. Processie met het Evangelieboek
- 2. Intochtslied (Isodikon).
- 3. Hymnen van de dag.
- IV. Gebeden en gezangen.
- 1. Troparen.
- 2. Kondaken.

Hymnen (herdenkingen van heiligen of gebeurtenissen uit de bijbel aangepast aan de liturgische kalender).
- 3. Gebed van het Trisagion.
- 4. Zegening van de troon.

Trisagion hymne (driemaal heilig).
Op Kerstmis, Theophanie, zaterdag voor Palmzondag, Paaszaterdag, Pasen, de Paasweek, Pinksteren, het feest van Kruisverheffing en de derde zondag van de Grote vasten wordt in plaats van het Trisagion een ander gezang gezongen.
V. Psalmlezingen Lezingen uit de H. Schrift
De lezingen apostel en evangelie; vóór elke lezing is er een korte wisselzang van lector en koor.
- 1. Prokimen (psalmverzen).
- 2. Lezing uit de Apostel
- 3. 2e Grote bewieroking van het altaar en de gelovigen, diaken ontvangt de zegen van de priester.
- 4. Alleluia.
- 5. Gebed voor het Evangelie.
- 6. Lezing uit het Evangelie.
- Acclamatie- verkondiging.
- Homilie (preek en mededelingen, in de Grieks-Orthodoxe Kerk) (In de Russisch-Orthodoxe Kerk aan het einde van de dienst).
- Deuren dicht

VII. Gebeden voor de gehele kerk
- 1. Gebed van de "Dringende" of “vurige smeekbede” Grote Litanie voor alle gelovigen. - gebed.

(In de Grieks-Orthodoxe Kerk stopt men voor het gebed van de "dringende smeekbede" en gaat verder in de Tweede litanie voor de gelovigen bij het Tweede gebed voor de gelovigen).
- 2. Litanie voor de overledenen. (facultatief) * Deuren open
- 3. Gebed voor de overledenen. (facultatief)
- 4. Gebed voor Rusland. (facultatief) * Deuren dicht
- 5. Litanie van de catechumenen (doopleerlingen)
- 6. Gebed voor de catechumenen.
- 7. Wegzending van de catechumenen.

Derde deel:

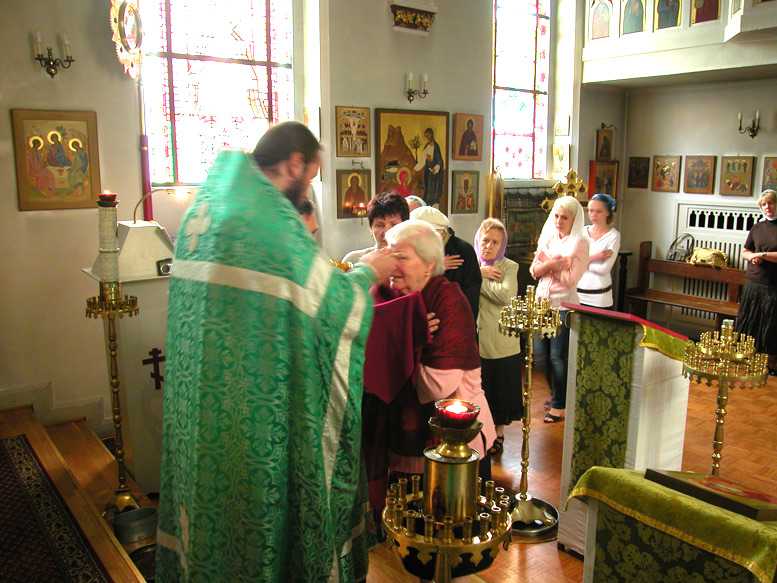
Uitreiking van de Communie

I. Voorbereiding op de Offerande - Dienst van de Tafel-Liturgie van de gaven en van de gelovigen - de voorbeden: voor alle mogelijke noden in de kerk en de wereld, voor de overledenen, voor de doopleerlingen, voor de gelovigen in de kerk.
- 1. Gebed voor de gelovigen.
- 2. Eerste litanie voor de gelovigen. - gebed -
- 3. Tweede (Vredes)litanie voor de gelovigen en de wereld. - gebed - (Hier gaat men verder na de Dringende litanie in de Grieks-Orthodoxe Kerk).
- 4. Tweede gebed voor de gelovigen.
- 3. Overbrenging van de offergaven - met het eerste deel van het Cherubijnenlied - voorbereidingsgebed - 3-e Grote bewieroking van altaar, iconostase, kerk en gelovigen.
- Deuren open
- II. Grote intocht met de gaven en de Gedachtenissen: processie van brood en wijn naar het altaar en gedachtenissen, tweede gedeelte van het Cherubijnenlied; een offerande-processie met de reeds klaargemaakte gaven van brood en wijn.
- 1. 3e Grote bewieroking (van de offergaven) - gedachtenis van priester en diaken.

Rite van de offerande:
- 5. Kleine vragende litanie van de offerande. - offerandegebed -
- 6. Vredeskus (als er meerdere celebranten zijn).
- 7. Geloofsbelijdenis. (Geloofsbelijdenis van Nicea-Constantinopel)
- Collecte.

b. Het eucharistisch offergebed. (Anafora of Canon)
Na de zang van het driemaal Heilig door het koor, zingt de priester aansluitend luid de woorden van de consecratie: Aanroeping van de Heilige Geest over het brood en de wijn.
- 1. Inleidingsdialoog op de Anafora.
- 2. Dankzegging (Eucharistisch Hooggebed) ("Het is waardig en recht")
- 3. Anafora. (praefatie)
- Oproep om met Godsvrucht het Vredesoffer te vieren.
- Sursum corda.
- 4. Lofzang van de engelen (Sanctus/Benedictus, Hymne van het driemaal heilig.)
- 5. Anamnese (Avondmaalsbericht met instellingswoorden.) Verdere gedachtenis van Christus' verlossingswerk.
- 6. Aanbieding van de Offergaven aan God (Offergebed) - 1e opheffing van de Offergaven.
- 7. Aanroeping van de Heilige Geest (Consecratie en Epiklese, gebed om nederdaling van de H. Geest op de gaven van brood en wijn).
- 8. Gedachtenissen (Voorbeden/diptieken) van de overledenen. - Gedachtenissen - Doxologie - Herdenking/Lofprijzing van de Theotokos (Moeder Gods) en gelijktijdige bewieroking van het altaar, herdenking van de heiligen. Levenden en de gehele kerk (Memento): - Voor bisschoppen, priesters..., de gehele kerk..., koning(in), regering en (het leger)..., de patriarch, aartsbisschop..., bewoners van dorp/stad..., noodlijdenden, zieken..., weldoeners van deze kerk/klooster...voor allen en alles.
- 9. Afsluiting van de Anafora. - Slot van de canon en slotzegen -

c. Deelname van de gelovigen aan de liturgie en de communie
Na het hoogebed volgt een communie-litaniegebed, besloten met het Onze Vader, en een gebed.
- 1. Voorbereidingslitanie: zegenspreuk - litanie - gebed -
- 2. Onze Vader
- Doxologie op God.
- 3. Zegen en Gebed van de hoofdbuiging.

Voorbereidingshandelingen:
- 4. Inleidingsgebed en 2e opheffing van het Lam. ("Het Heilige voor de Heiligen!") met
- 5. Het breken van het H. Brood, en de vermenging van het H. Bloed met het hete water  (Zeon, dit verbeeldt de Heilige Geest).
- 5. Communie van priester en diaken - gebeden.
- 6. De communie van de gelovigen met communielied (Kinonikon). - gebeden -

- Gezang na de communie.
- 7. Sacramentale zegen - gebeden.

- bewieroking van de Offergaven, teruggebracht naar de Prothesis, nogmaals bewierookt
- 8. Overbrenging van de kelk en nogmaals bewieroking van de H. Spijzen.
- 9. Dankzegging: litanie - gebed.

d. Slot van de liturgie - Slotgebeden -
Dankzegging, een kort homilie, mededelingen (in de Russisch-Orthodoxe Kerk), slotgebed, zegen en wegzending
- 1. Zegengebed "gebed achter de ambon" - Homilie.
- 2. Zegen en wegzending.
- 3. Kruisverering en Uitdeling van het Antidoron (Niet-geconsacreerde stukjes brood).
- 4. Consumptie (nacommunie) van de H. spijzen door de diaken (priester) aan de prothesis (ablutie).

e. Dankzegging (Valt eigenlijk buiten de liturgie)
- 1. Stille dankzegging van de priester bij het uitkleden van zijn gewaden.
- 2. Communiedankgebeden door de lector.

In de praktijk is de viering van de liturgie dikwijls zonder diaken. Alles wat de diaken zingt en doet, neemt de priester dan over en een aantal gebeden worden dan weggelaten.